# Fundació Llibertat i Democràcia
|  | No s'ha de confondre amb la coalició Democràcia i Llibertat. |

La Fundació Llibertat i Democràcia és una entitat amb seu a Barcelona d'ideologia democràtica i liberal fundada l'any 1974 per Ramon Trias Fargas. És membre de la Internacional Liberal des de l'any 1975.

## Objectius
La fundació té per objecte:
1. La promoció, desenvolupament i divulgació de les idees democràtiques i liberals a Catalunya i Illes Balears, i la difusió d'aquestes idees a escala internacional.
2. La representació, el manteniment i seguiment de la presència catalana en la Internacional Liberal i altres fòrums liberals i democràtics.
3. Difondre el pensament polític, social, i econòmic de Ramon Trias i Fargas i de la seva obra, col·laborant, si s'escau, amb qualsevol altra organització o entitat que tingui objectius similars.
4. Estimular l'interès dels ciutadans pels afers públics i la participació en les institucions democràtiques especialment en col·lectius amb menor presència relativa en els processos i institucions promogudes pel liberalisme.